# Egon Solymossy
Egon Solymossy (Miskolc, 18 mei 1922 - 24 september 2009) was een Hongaars atleet, die gespecialiseerd was in de sprint. Hij vertegenwoordigde zijn land 57 maal bij internationale wedstrijden. Hij nam eenmaal deel aan de Olympische Spelen, maar won bij die gelegenheid geen medailles.
In 1948 boekte hij zijn eerste succes bij de Hongaarse kampioenschappen op de 200 m en de 400 m een gouden medaille te winnen. Hij nam deel aan de Olympische Zomerspelen 1952 in Helsinki aan de 400 m en aan de 4 x 400 m estafette, maar raakte niet verder dan de eerste ronde. Nadat hij in 1958 een punt zette achter zijn sportcarrière werd hij trainer van zijn club Pécsi VSK in Pécs.
Hij stierf op 87-jarige leeftijd.

## Titels
- Hongaars kampioen 200 m - 1948
- Hongaars kampioen 400 m - 1948

## Persoonlijk record
- 100 m - 10,6 s
- 400 m - 47,8 s